# Big Five False Bay
Big Five False Bay – gmina w Republice Południowej Afryki, w prowincji KwaZulu-Natal, w dystrykcie Umkhanyakude. Siedzibą administracyjną gminy jest Hluhluwe.